# Phaeostigma mammaphilum
Phaeostigma mammaphilum är en halssländeart som först beskrevs av H. Aspöck och U. Aspöck 1974.  Phaeostigma mammaphilum ingår i släktet Phaeostigma och familjen ormhalssländor. Inga underarter finns listade i Catalogue of Life.